# Stralingswet van Kirchhoff
In de thermodynamica zegt de stralingswet van Kirchhoff dat voor warmtestraling van lichamen geldt:
Bij thermisch evenwicht is de emissiviteit van een voorwerp gelijk aan de absorptiefactor van dat voorwerp.
Of equivalent:
De verhouding van de emissiviteit van een lichtgevend voorwerp tot zijn absorptiefactor is een constante, die alleen afhangt van de temperatuur en de golflengte van de straling.
Een gas absorbeert juist die golflengten, die het in lichtgevende toestand zelf uitzendt. Een bekend proefje met keukenzout laat dit zien: het natrium in de damp vangt de gele spectraallijnen weg die natrium in een vlam juist uitzendt.
Omdat deze wet afhankelijk is van de golflengte, hangt hij af van de temperatuur van het lichaam, en is hij alleen geldig in thermisch evenwicht. Voor berekeningen tussen de zon en de aarde kan deze wet dus niet gebruikt worden.